# Equipe do Ano da UEFA
A Equipe do Ano da UEFA é um prêmio concedido pela UEFA através de uma enquete em seu site oficial. Este prêmio começou em 2001 para permitir que os usuários e visitantes do site da organização pudessem escolher seus próprios 11 jogadores e um treinador com base em seus desempenhos globais nos clubes do futebol europeu e competições internacionais europeias.
Na pesquisa de 2007, a UEFA e seu site oficial permitiram a seus usuários uma opção adicional de doar ao Comitê Internacional da Cruz Vermelha, para apoiar as vítimas de minas terrestres no Afeganistão.

## Processo de seleção
Os editores do site constroem uma lista de 60 futebolistas e treinadores que tiveram um bom desempenho nas competições europeias e torneios internacionais no ano em questão. Os usuários então vão ao site e dão seu voto em uma linha composta por 11 jogadores (incluindo o goleiro, quatro defensores, quatro meio-campistas e dois atacantes) e um treinador com base no que eles acreditam que tenham se destacado no futebol europeu. Após a seleção, o usuário também tem que selecionar um dos jogadores para ser o capitão de sua equipe.
Após os votos, eles são computados e a equipe final é anunciada no próprio site.

## Aparições
O jogador que mais apareceu no Time do Ano da UEFA é Cristiano Ronaldo, com 14 aparições. Lionel Messi aparece na segunda posição, com onze, seguido por Sergio Ramos, que tem nove.
As equipes com mais aparições de seus jogadores (não incluindo aparições de técnico) são Barcelona, com 35; Real Madrid (31), seguido por Milan  (18), Bayern de Munique (17), Juventus (11), Arsenal (9), Manchester United (8) e Chelsea (8). O Barcelona foi a equipe com mais jogadores selecionados em uma única temporada com 6 jogadores em 2009 e 2010, cinco jogadores em 2011, quatro jogadores em 2006 e 3 jogadores em 2005 e 2008. As outras únicas equipes com mais de dois jogadores em uma temporada são o Real Madrid com três jogadores em 2002, 2003 e 2011, o Milan com três jogadores em 2004, 2005 e 2007, e a Juventus, com 3 jogadores em 2006.
O treinador com mais aparições é José Mourinho, em quatro oportunidades (uma com a Internazionale, dois com o Porto e uma com o Chelsea). Ele é seguido por Alex Ferguson e Josep Guardiola, com duas vezes cada.

## Equipe do Ano de 2001
| Pos. | Jogador            | Equipe                      | Aparições |
| ---- | ------------------ | --------------------------- | --------- |
| G    | Santiago Cañizares | Valencia                    | 1ª        |
| LD   | Cosmin Contra      | Milan Alavés                | 1ª        |
| Z    | Sami Hyypiä        | Liverpool                   | 1ª        |
| Z    | Patrik Andersson   | Barcelona Bayern de Munique | 1ª        |
| LE   | Bixente Lizarazu   | Bayern de Munique           | 1ª        |
| MD   | David Beckham      | Manchester United           | 1ª        |
| MC   | Patrick Vieira     | Arsenal                     | 1ª        |
| MA   | Zinedine Zidane    | Real Madrid Juventus        | 1ª        |
| ME   | Kily González      | Valencia                    | 1ª        |
| A    | Thierry Henry      | Arsenal                     | 1ª        |
| A    | David Trezeguet    | Juventus                    | 1ª        |

Treinador:  Gérard Houllier  Liverpool
Jogadores que atuaram por duas equipes durante o ano têm a equipe que terminou o ano como a primeira listada.

## Equipe do Ano de 2002
| Pos. | Jogador          | Equipe                             | Aparições |
| ---- | ---------------- | ---------------------------------- | --------- |
| G    | Rüştü Reçber     | Fenerbahçe                         | 1ª        |
| LD   | Carles Puyol     | Barcelona                          | 1ª        |
| Z    | Alessandro Nesta | Milan Lazio                        | 1 ª       |
| Z    | Cristian Chivu   | Ajax                               | 1ª        |
| LE   | Roberto Carlos   | Real Madrid                        | 1ª        |
| MD   | Clarence Seedorf | Milan Internazionale               | 1ª        |
| MC   | Michael Ballack  | Bayern de Munique Bayer Leverkusen | 1ª        |
| MA   | Zinedine Zidane  | Real Madrid                        | 2ª        |
| ME   | Damien Duff      | Blackburn                          | 1ª        |
| A    | Thierry Henry    | Arsenal                            | 2ª        |
| A    | Ronaldo          | Real Madrid Internazionale         | 1         |

Treinador:  Şenol Güneş  Turquia
Jogadores que atuaram por duas equipes durante o ano têm a equipe que terminou o ano como a primeira listada.

## Equipe do Ano de 2003
| Pos. | Jogador             | Equipe            | Aparições |
| ---- | ------------------- | ----------------- | --------- |
| G    | Gianluigi Buffon    | Juventus          | 1ª        |
| LD   | Paulo Ferreira      | Porto             | 1ª        |
| Z    | Alessandro Nesta    | Milan             | 2ª        |
| Z    | Paolo Maldini       | Milan             | 1ª        |
| LE   | Roberto Carlos      | Real Madrid       | 2ª        |
| MD   | Luís Figo           | Real Madrid       | 1ª        |
| MC   | David Beckham       | Manchester United | 2ª        |
| MA   | Zinedine Zidane     | Real Madrid       | 3ª        |
| ME   | Pavel Nedvěd        | Juventus          | 1ª        |
| A    | Thierry Henry       | Arsenal           | 3ª        |
| A    | Ruud van Nistelrooy | Manchester United | 1ª        |

Treinador:  José Mourinho  Porto

## Equipe do Ano de 2004
| Pos. | Jogador           | Equipe            | Aparições |
| ---- | ----------------- | ----------------- | --------- |
| G    | Gianluigi Buffon  | Juventus          | 2ª        |
| LD   | Cafu              | Milan             | 1ª        |
| Z    | Alessandro Nesta  | Milan             | 3ª        |
| Z    | Ricardo Carvalho  | Chelsea Porto     | 1ª        |
| LE   | Ashley Cole       | Arsenal           | 1ª        |
| MD   | Cristiano Ronaldo | Manchester United | 1ª        |
| MC   | Maniche           | Porto             | 1ª        |
| MA   | Ronaldinho        | Barcelona         | 1ª        |
| ME   | Pavel Nedvěd      | Juventus          | 2ª        |
| A    | Thierry Henry     | Arsenal           | 4ª        |
| A    | Andriy Shevchenko | Milan             | 1ª        |

Treinador:  José Mourinho  Porto
Jogadores que atuaram por duas equipes durante o ano têm a equipe que terminou o ano como a primeira listada.

## Equipe do Ano de 2005
| Jogador           | Time      | Aparições |
| Petr Čech         | Chelsea   | 1ª        |
| Cafu              | Milan     | 2ª        |
| John Terry        | Chelsea   | 1ª        |
| Carles Puyol      | Barcelona | 2ª        |
| Paolo Maldini     | Milan     | 2ª        |
| Luis García       | Liverpool | 1ª        |
| Steven Gerrard    | Liverpool | 1ª        |
| Ronaldinho        | Barcelona | 2ª        |
| Pavel Nedvěd      | Juventus  | 3ª        |
| Samuel Eto'o      | Barcelona | 1ª        |
| Andriy Shevchenko | Milan     | 2ª        |

Treinador:  José Mourinho  Chelsea

## Equipe do Ano de 2006
| Jogador            | Time                 | Aparições |
| Gianluigi Buffon   | Juventus             | 3ª        |
| Gianluca Zambrotta | Barcelona Juventus   | 1ª        |
| Fabio Cannavaro    | Real Madrid Juventus | 1ª        |
| Carles Puyol       | Barcelona            | 3ª        |
| Philipp Lahm       | Bayern Munich        | 1ª        |
| Steven Gerrard     | Liverpool            | 2ª        |
| Cesc Fàbregas      | Arsenal              | 1ª        |
| Kaká               | Milan                | 1ª        |
| Ronaldinho         | Barcelona            | 3ª        |
| Thierry Henry      | Arsenal              | 5ª        |
| Samuel Eto'o       | Barcelona            | 2ª        |

Treinador:  Frank Rijkaard  Barcelona
Jogadores que atuaram por duas equipes durante o ano têm a equipe que terminou o ano como a primeira listada.

## Equipe do Ano de 2007
| Jogador            | Time              | Aparições |
| Iker Casillas      | Real Madrid       | 1ª        |
| Dani Alves         | Sevilla           | 1ª        |
| Alessandro Nesta   | Milan             | 4ª        |
| John Terry         | Chelsea           | 2ª        |
| Éric Abidal        | Barcelona Lyon    | 1ª        |
| Cristiano Ronaldo  | Manchester United | 2ª        |
| Steven Gerrard     | Liverpool         | 3ª        |
| Kaká               | Milan             | 2ª        |
| Clarence Seedorf   | Milan             | 2ª        |
| Zlatan Ibrahimović | Internazionale    | 1ª        |
| Didier Drogba      | Chelsea           | 1ª        |

Treinador:  Alex Ferguson  Manchester United
Jogadores que atuaram por duas equipes durante o ano têm a equipe que terminou o ano como a primeira listada.

## Equipe do Ano de 2008
| Jogador           | Time              | Aparições |
| Iker Casillas     | Real Madrid       | 2ª        |
| Sergio Ramos      | Real Madrid       | 1ª        |
| John Terry        | Chelsea           | 3ª        |
| Carles Puyol      | Barcelona         | 4ª        |
| Philipp Lahm      | FC Bayern München | 2ª        |
| Cristiano Ronaldo | Manchester United | 3ª        |
| Xavi              | Barcelona         | 1ª        |
| Cesc Fàbregas     | Arsenal           | 2ª        |
| Franck Ribéry     | FC Bayern München | 1ª        |
| Lionel Messi      | Barcelona         | 1ª        |
| Fernando Torres   | Liverpool         | 1ª        |

Treinador:  Alex Ferguson  Manchester United

## Equipe do Ano de 2009
| Jogador            | Time                          | Aparições |
| Iker Casillas      | Real Madrid                   | 3ª        |
| Dani Alves         | Barcelona                     | 2ª        |
| John Terry         | Chelsea                       | 4ª        |
| Carles Puyol       | Barcelona                     | 5ª        |
| Patrice Evra       | Manchester United             | 1ª        |
| Cristiano Ronaldo  | Real Madrid Manchester United | 4ª        |
| Xavi               | Barcelona                     | 2ª        |
| Kaká               | Real Madrid Milan             | 3ª        |
| Andrés Iniesta     | Barcelona                     | 1ª        |
| Lionel Messi       | Barcelona                     | 2ª        |
| Zlatan Ibrahimović | Barcelona Internazionale      | 2ª        |

Treinador:  Josep Guardiola  Barcelona
Jogadores que atuaram por duas equipes durante o ano têm a equipe que terminou o ano como a primeira listada.

## Equipe do Ano de 2010
| Jogador           | Time           | Aparições |
| Iker Casillas     | Real Madrid    | 4ª        |
| Maicon            | Internazionale | 1ª        |
| Gerard Piqué      | Barcelona      | 1ª        |
| Carles Puyol      | Barcelona      | 6ª        |
| Ashley Cole       | Chelsea        | 2ª        |
| Cristiano Ronaldo | Real Madrid    | 5ª        |
| Xavi              | Barcelona      | 3ª        |
| Wesley Sneijder   | Internazionale | 1ª        |
| Andrés Iniesta    | Barcelona      | 2ª        |
| Lionel Messi      | Barcelona      | 3ª        |
| David Villa       | Valencia       | 1ª        |

Treinador:  José Mourinho  Internazionale
Jogadores que atuaram por duas equipes durante o ano têm a equipe que terminou o ano como a primeira listada.

## Equipe do Ano de 2011
| Jogador           | Time              | Aparições |
| Iker Casillas     | Real Madrid       | 5ª        |
| Dani Alves        | Barcelona         | 3ª        |
| Gerard Piqué      | Barcelona         | 2ª        |
| Thiago Silva      | Milan             | 1ª        |
| Marcelo           | Real Madrid       | 1ª        |
| Arjen Robben      | FC Bayern München | 1ª        |
| Xavi              | Barcelona         | 4ª        |
| Andrés Iniesta    | Barcelona         | 3ª        |
| Gareth Bale       | Tottenham Hotspur | 1ª        |
| Lionel Messi      | Barcelona         | 4ª        |
| Cristiano Ronaldo | Real Madrid       | 6ª        |

Treinador:  Josep Guardiola  Barcelona

## Equipe do Ano de 2012
| Jogador           | Time                      | Aparições |
| Iker Casillas     | Real Madrid               | 6ª        |
| Sergio Ramos      | Real Madrid               | 2ª        |
| Gerard Piqué      | Barcelona                 | 3ª        |
| Thiago Silva      | Milan Paris Saint-Germain | 2ª        |
| Philipp Lahm      | FC Bayern München         | 3ª        |
| Andrea Pirlo      | Juventus                  | 1ª        |
| Xavi              | Barcelona                 | 5ª        |
| Andrés Iniesta    | Barcelona                 | 4ª        |
| Mesut Özil        | Real Madrid               | 1ª        |
| Lionel Messi      | Barcelona                 | 5ª        |
| Cristiano Ronaldo | Real Madrid               | 7ª        |

A votação para treinador terminou nesta edição.

## Equipe do Ano de 2013
| Jogador            | Time                          | Aparições |
| Manuel Neuer       | FC Bayern München             | 1ª        |
| Philipp Lahm       | FC Bayern München             | 4ª        |
| Thiago Silva       | Paris Saint-Germain           | 3ª        |
| Sergio Ramos       | Real Madrid                   | 3ª        |
| David Alaba        | FC Bayern München             | 1ª        |
| Gareth Bale        | Tottenham Hotspur Real Madrid | 2ª        |
| Marco Reus         | Borussia Dortmund             | 1ª        |
| Mesut Özil         | Real Madrid Arsenal           | 2ª        |
| Franck Ribéry      | FC Bayern München             | 2ª        |
| Zlatan Ibrahimović | Paris Saint-Germain           | 3ª        |
| Cristiano Ronaldo  | Real Madrid                   | 8ª        |

## Equipe do Ano de 2014
| Jogador            | Time                          | Aparições |
| Manuel Neuer       | Bayern de Munique             | 2ª        |
| Philipp Lahm       | Bayern de Munique             | 5ª        |
| Sergio Ramos       | Real Madrid                   | 4ª        |
| Diego Godín        | Atlético de Madrid            | 1ª        |
| David Alaba        | Bayern de Munique             | 2ª        |
| Arjen Robben       | Bayern de Munique             | 2ª        |
| Toni Kroos         | Bayern de Munique Real Madrid | 1ª        |
| Ángel Di María     | Real Madrid Manchester United | 1ª        |
| Lionel Messi       | Barcelona                     | 6ª        |
| Zlatan Ibrahimović | Paris Saint-Germain           | 4ª        |
| Cristiano Ronaldo  | Real Madrid                   | 9ª        |

Fonte:

## Equipe do Ano de 2015
| Pos. | Jogador           | Equipe            | Aparições |
| ---- | ----------------- | ----------------- | --------- |
| G    | Manuel Neuer      | Bayern de Munique | 3ª        |
| LD   | Daniel Alves      | Barcelona         | 4ª        |
| Z    | Sergio Ramos      | Real Madrid       | 5ª        |
| Z    | Gerard Piqué      | Barcelona         | 4ª        |
| LE   | Alaba             | Bayern de Munique | 3ª        |
| MD   | Andrés Iniesta    | Barcelona         | 5ª        |
| MC   | Paul Pogba        | Juventus          | 1ª        |
| ME   | James Rodríguez   | Real Madrid       | 1ª        |
| A    | Cristiano Ronaldo | Real Madrid       | 10ª       |
| A    | Lionel Messi      | Barcelona         | 7ª        |
| A    | Neymar            | Barcelona         | 1ª        |

Fonte:

## Equipe do Ano de 2016
| Pos. | Jogador           | Equipe             | Aparições |
| ---- | ----------------- | ------------------ | --------- |
| G    | Gianluigi Buffon  | Juventus           | 4ª        |
| DF   | Jérôme Boateng    | Bayern de Munique  | 1ª        |
| DF   | Gerard Piqué      | Barcelona          | 5ª        |
| DF   | Sergio Ramos      | Real Madrid        | 6ª        |
| DF   | Leonardo Bonucci  | Juventus           | 1ª        |
| MC   | Luka Modrić       | Real Madrid        | 1ª        |
| MC   | Toni Kroos        | Real Madrid        | 2ª        |
| MC   | Andrés Iniesta    | Barcelona          | 6ª        |
| A    | Lionel Messi      | Barcelona          | 8ª        |
| A    | Antoine Griezmann | Atlético de Madrid | 1ª        |
| A    | Cristiano Ronaldo | Real Madrid        | 11ª       |

Fonte:

## Equipe do Ano de 2017
| Pos. | Jogador           | Equipe                       | Aparições |
| ---- | ----------------- | ---------------------------- | --------- |
| G    | Gianluigi Buffon  | Juventus                     | 5ª        |
| DF   | Daniel Alves      | Juventus Paris Saint-Germain | 5ª        |
| DF   | Sergio Ramos      | Real Madrid                  | 7ª        |
| DF   | Giorgio Chiellini | Juventus                     | 1ª        |
| DF   | Marcelo           | Real Madrid                  | 2ª        |
| MC   | Kevin De Bruyne   | Manchester City              | 1ª        |
| MC   | Toni Kroos        | Real Madrid                  | 3ª        |
| MC   | Luka Modrić       | Real Madrid                  | 2ª        |
| MC   | Eden Hazard       | Chelsea                      | 1ª        |
| A    | Lionel Messi      | Barcelona                    | 9ª        |
| A    | Cristiano Ronaldo | Real Madrid                  | 12ª       |

Fonte:

## Equipe do Ano de 2018
| Pos. | Jogador               | Equipe               | Aparições |
| ---- | --------------------- | -------------------- | --------- |
| G    | Marc-André ter Stegen | Barcelona            | 1ª        |
| DF   | Sergio Ramos          | Real Madrid          | 8ª        |
| DF   | Virgil van Dijk       | Liverpool            | 1ª        |
| DF   | Raphaël Varane        | Real Madrid          | 1ª        |
| DF   | Marcelo               | Real Madrid          | 3ª        |
| MC   | N'Golo Kanté          | Chelsea              | 1ª        |
| MC   | Luka Modrić           | Real Madrid          | 3ª        |
| MC   | Eden Hazard           | Chelsea              | 2ª        |
| A    | Kylian Mbappé         | Paris Saint-Germain  | 1ª        |
| A    | Lionel Messi          | Barcelona            | 10ª       |
| A    | Cristiano Ronaldo     | Real Madrid Juventus | 13ª       |

## Equipe do Ano de 2019
| Pos. | Jogador                | Equipe               | Aparições |
| ---- | ---------------------- | -------------------- | --------- |
| G    | Alisson                | Liverpool            | 1ª        |
| DF   | Trent Alexander-Arnold | Liverpool            | 1ª        |
| DF   | Matthijs de Ligt       | Ajax Juventus        | 1ª        |
| DF   | Virgil van Dijk        | Liverpool            | 2ª        |
| DF   | Andrew Robertson       | Liverpool            | 1ª        |
| MC   | Frenkie de Jong        | Ajax Barcelona       | 1ª        |
| MC   | Kevin De Bruyne        | Manchester City      | 2ª        |
| A    | Lionel Messi           | Barcelona            | 11ª       |
| A    | Cristiano Ronaldo      | Real Madrid Juventus | 14ª       |
| A    | Robert Lewandowski     | Bayern de Munique    | 1ª        |
| A    | Sadio Mané             | Liverpool            | 1ª        |

## Equipe do Ano de 2020
| Pos. | Jogador            | Equipe               | Aparições |
| ---- | ------------------ | -------------------- | --------- |
| G    | Manuel Neuer       | Bayern de Munique    | 4ª        |
| DF   | Joshua Kimmich     | Bayern de Munique    | 1ª        |
| DF   | Sergio Ramos       | Real Madrid          | 9ª        |
| DF   | Virgil van Dijk    | Liverpool            | 3ª        |
| DF   | Alphonso Davies    | Bayern de Munique    | 1ª        |
| MC   | Thiago             | Bayern de Munique    | 1ª        |
| MC   | Kevin De Bruyne    | Manchester City      | 3ª        |
| A    | Lionel Messi       | Barcelona            | 12ª       |
| A    | Cristiano Ronaldo  | Real Madrid Juventus | 15ª       |
| A    | Robert Lewandowski | Bayern de Munique    | 2ª        |
| A    | Neymar             | Paris Saint-Germain  | 2ª        |

## Equipe do Ano de Sempre
| Pos. | Jogador           | Equipe(s)                              | Aparições | Anos                                                                                      |
| ---- | ----------------- | -------------------------------------- | --------- | ----------------------------------------------------------------------------------------- |
| G    | Iker Casillas     | Real Madrid Porto                      | 6         | 2007, 2008, 2009, 2010, 2011, 2012                                                        |
| DF   | Carles Puyol      | Barcelona                              | 6         | 2002, 2005, 2006, 2008, 2009, 2010                                                        |
| DF   | Philipp Lahm      | Bayern de Munique                      | 5         | 2006, 2008, 2012, 2013, 2014                                                              |
| DF   | Sergio Ramos      | Real Madrid                            | 9         | 2008, 2012, 2013, 2014, 2015, 2016, 2017, 2018 e 2020                                     |
| DF   | Gerard Piqué      | Barcelona                              | 5         | 2010, 2011, 2012, 2015, 2016                                                              |
| MC   | Xavi              | Barcelona                              | 5         | 2008, 2009, 2010, 2011, 2012                                                              |
| MC   | Andrés Iniesta    | Barcelona                              | 6         | 2009, 2010, 2011, 2012, 2015, 2016                                                        |
| MC   | Steven Gerrard    | Liverpool                              | 3         | 2005, 2006, 2007                                                                          |
| A    | Cristiano Ronaldo | Manchester United Real Madrid Juventus | 15        | 2004, 2007, 2008, 2009, 2010, 2011, 2012, 2013, 2014, 2015, 2016, 2017, 2018, 2019 e 2020 |
| A    | Lionel Messi      | Barcelona                              | 12        | 2008, 2009, 2010, 2011, 2012, 2014, 2015, 2016, 2017, 2018, 2019 e 2020                   |
| A    | Thierry Henry     | Arsenal                                | 5         | 2001, 2002, 2003, 2004, 2006                                                              |

Fonte: